# Hikaru Nishida
Pour les articles homonymes, voir Nishida.
Hikaru Nishida (西田ひかる, Nishida Hikaru, née le 16 août 1972 à Fujisawa, préfecture de Kanagawa, Japon), mariée Hikaru Ibi (衣斐光), est une actrice, (ex) chanteuse, idole japonaise dans les années 1980. Elle grandit à Los Angeles, États-Unis, et débute au Japon en 1988 en interprétant les génériques de la série d'animation japonaise Le Petit Lord (Shoukoushi Cedie), adaptation du roman Le Petit Lord Fauntleroy. Elle sort de nombreux disques dans les années 1990, et tourne en parallèle dans de nombreux drama et pièces de théâtre.

## Discographie

### Singles
- 1988 : Bokura no Ceddie (générique de la série d'animation Le Petit Lord)
- 1988 : Fifteen
- 1988 : Nice-catch! / Natsu no Prism
- 1988 : Little Chance / Kimi no iru wakusei
- 1989 : Koi wa shiroi T Shyatsu / Seven Wonders
- 1989 : Natural Summer days / Bimyou na kimochi
- 1989 : Namida no Pearl Moon / Forever ~Eien no Seiza~
- 1990 : Pun Pun Pun / Kesshin
- 1990 : Tasome no hirano watashi / 10 Years no Koibito
- 1990 : Oh My God!! dane / Omoide no Saint Elmo's fire
- 1991 : Kokoro dakesobaniiru
- 1991 : Tokimeite / Kiss
- 1992 : Meguri Ai / Motto Issho ni Itai
- 1992 : Ikiterotte Subarashii / Truth
- 1992 : Kagayaki! Dasai / Happy Dream
- 1993 : Namida Tomaranai / Asa made Odorou
- 1994 : Kitto Ai ga aru / Tokutenfu
- 1995 : Jinsei kaechau natsu kamo ne / Rakuen Densetsu
- 1995 : C'mon3! / Go beep!
- 1995 : Go! Paradise / Go! Paradise
- 1996 : Watashi no No. 1 ~You're the only one~ / Nakushitakunai no anata o
- 1996 : Melody
- 1997 : Love is Changing / Aa Honto Yannachau (thème de fin de l'anime Flame of Recca)
- 1997 : dandan Musume / Iin Ja nai
- 1998 : Pure / Watashi wa watashi
- 1999 : As Pure As ...
- 2000 : Sorairo
- 2002 : Tsubasa wo kudasai

### Albums
- 1988 : Clear
- 1989 : Silhouette
- 1990 : Tokimeki no Prologue
- 1991 : Esprit
- 1992 : 19 Dreams
- 1993 : Sundance
- 1994 : Love Always
- 1995 : A File of Life
- 1996 : 24 two-four
- 1998 : Shiawase no katachi (mini-album)
- 2002 : Love For All Seasons

Albums live
- 1995 : 1995 Sophisticated Lady - Hikaru Nishida 1995 CONCERT
- 1997 : LIVE two-four - Hikaru Nishida FALL CONCERT 1996
- 1998 : Hippie Happy Groove - Hikaru Nishida Live '97

Compilations
- 1994 : Very Best of Hikaru
- 2002 : Nishida Hikaru Best
- 2007 : Hikaru Nishida Singles Complete

## Liens
- (ja) Site officiel
- (en) Fiche sur idollica
- (en) Fiche sur Jdorama
- (en) Fiche sur Imdb